# La Cathédrale blessée
La Cathédrale blessée, op. 107, est une œuvre de la compositrice Mel Bonis, datant de 1915.

## Composition
Mel Bonis compose sa Cathédrale blessée pour piano en 1915. Les deux manuscrits portent cette date, avec les mentions « édité chez Eschig, 1930 » et « à la mémoire de M. Lucien Augé de Lassus ». L'œuvre est pourtant publiée aux éditions Eschig en 1929, puis rééditée en 2004 par la maison d'édition Furore.

## Analyse
L'œuvre a été écrite pendant la Grande Guerre, et il semble que ce soit la seule pièce de cette période. Elle a été écrite en réaction au bombardement de Reims en septembre 1914. Si l'œuvre est la seule de cette période, elle fait partie d'un groupe d'œuvres aux exigences techniques poussées, évoquant par le style musical et le titre une esthétique symboliste.
Selon François de Médicis, cette œuvre offre un exemple riche de renvois intertextuels. Lucien Augé de Lassus est un archéologue, poète et auteur dramatique français qui a rédigé des livrets pour divers compositeurs comme Camille Saint-Saëns. D'après le Bulletin de la Société pour la protection des paysages de France, le bombardement de la cathédrale de Reims avait profondément ébranlé le poète. Ce dernier meurt le 19 décembre 1914, et le Bulletin souligne que les ravages infligés à la cathédrale auraient accélérés sa mort. Le titre de l'œuvre fait penser à celui de La Cathédrale engloutie, de Claude Debussy, dixième pièce du premier livre des Préludes, mais la musique y fait aussi allusion. Des accords en valeurs rythmiques de noires décrivent des arcs ascendants et descendants, « tels des ogives sonores aux harmonies diaprées comme des couleurs de vitrail ». De même, l'indication métrique de la pièce se rapproche de celle de Debussy : l'œuvre de Bonis est en 
, tandis que celle de Debussy est en 
. Cependant, si Debussy fait entendre une mélodie modale inspirée du plain-chant et une ligne en organum, Bonis cite le Dies Irae. Ce dernier est présenté sous la forme d’une marche funèbre marcato, mise en mouvement par la combinaison des contretemps de la basse et des syncopes des voix intérieures. L'hymne émerge après un grand arpège qui s'élance des graves pour aller vers les aigus dans un fortissimo et regagner les profondeurs du grave à nouveau. Les mesures 24 à 34 rappellent le Gibet du triptyque de Gaspard de la nuit de Maurice Ravel, avec son glas funèbre et sa couleur harmonique caractéristique. En effet, ces mesures exploitent différentes transpositions de la gamme octatonique avec des accords de septième de dominante dont les fondamentales sont situées à distance de triton. La compositrice termine la pièce sur une dissonance lugubre exploitant le contraste entre la note la plus basse du clavier, le la bécarre, et le ton principal de l'œuvre, le sol dièse.

## Éditions disponibles
- Œuvres pour piano, Volume 4, Pièces de concert, éd. Furore, 2004

## Discographie
- Mel Bonis, pièces pour piano, par Lioubov Timofeïeva, Voice of Lyrics C341, 1998 (BNF 38529839)
- L'ange gardien, par Laurent Martin (piano), Ligia Digital LIDI 01033181-07, 2007 (OCLC 884450880)
- Mel Bonis 1858-1937 Piano works, Veerle Peeters (piano), Et'Cetera, 2010.
- Femmes de légende, par Maria Stembolskaia (piano), Ligia Digital LIDI 0103214-10, 2010, (OCLC 718391726)
- Myriam Barbaux-Cohen (piano) et Mel Bonis, Mémoires d'une femme, Ars Produktion, janvier 2022. (EAN 4260052383490)

## Sources
- Étienne Jardin, Mel Bonis (1858-1937) : parcours d'une compositrice de la Belle Époque, 2020 (ISBN 978-2-330-13313-9 et 2-330-13313-8, OCLC 1153996478, lire en ligne)